# Antologia 1957—1987
«Antologia 1957—1987» — збірник-антологія пісень італійського співака та кіноактора Адріано Челентано, випущений у 1987 році під лейблом «Clan Celentano».

## Про збірник
Збірник-антологія випускався власним лейблом Адріано Челентано «Clan Celentano» під номером 6 CLN 77002, він складався з боксу з шести LP-платівок, які містили пісні з репертуару співака 1950-х, 1960-х, 1970-х і 1980-х років. Всі пісні збірника вийшли раніше як сингли. Хоча у назві збірника вказані пісні з 1957 року по 1987 рік, але сама рання пісня Челентано у цій антології — «Il Tuo Bacio E' Come Un Rock» вийшла як сингл у 1959 році.

## Трек-лист

### Перша платівка
Сторона «A»
| #  | Назва                          | Автор слів                      | Автор музики                  | Рік  | Тривалість |
| -- | ------------------------------ | ------------------------------- | ----------------------------- | ---- | ---------- |
| 1. | «Il Tuo Bacio E' Come Un Rock» | П'єро Вівареллі, Лучіо Фульчі   | Адріано Челентано             | 1959 | 2:00       |
| 2. | «Impazzivo Per Te»             | Мікі Дель Прете                 | Адріано Челентано             | 1960 | 2:00       |
| 3. | «24.000 Baci»                  | П'єро Вівареллі, Лучіо Фульчі   | Адріано Челентано             | 1961 | 2:17       |
| 4. | «Nata Per Me»                  | Могол, Мікі Дель Прете          | Адріано Челентано             | 1961 | 2:20       |
| 5. | «Si E' Spento Il Sole»         | Лучано Беретта, Мікі Дель Прете | Адріано Челентано, Еціо Леоні | 1962 | 2:53       |
| 6. | «Stai Lontana Da Me»           | Могол                           | Берт Бакарак, Боб Хіллард     | 1962 | 2:14       |
| 7. | «E' Inutile Davvero»           | Могол, Мікі Дель Прете          | Джино Сантерколе              | 1964 | 2:26       |
| 8. | «Sei Rimasta Sola»             | Мікі Дель Прете                 | Рікі Джанко                   | 1962 | 2:22       |

Сторона «Б»
| #   | Назва                  | Автор слів                       | Автор музики                      | Рік  | Тривалість |
| --- | ---------------------- | -------------------------------- | --------------------------------- | ---- | ---------- |
| 9.  | «Il Tangaccio»         | Могол, Мікі Дель Прете           | Джанні Маркетті, Джино Сантерколе | 1963 | 2:02       |
| 10. | «Grazie, Prego, Scusi» | Мікі Дель Прете, Могол           | Піно Массара                      | 1963 | 2:05       |
| 11. | «Pregherò»             | Дон Бакі                         | Бен Кінг, Елмо Глік               | 1962 | 3:00       |
| 12. | «Uno Strano Tipo»      | Мікі Дель Прете                  | Адріано Челентано, Детто Маріано  | 1964 | 2:04       |
| 13. | «Ringo»                | Кастеллано і Піполо              | Дон Робертсон і Хел Блер          | 1965 | 3:08       |
| 14. | «Non Mi Dir»           | Мікі Дель Прете і Клаудіо Адорні | Алекс Олстон і Андре Табет        | 1964 | 2:12       |
| 15. | «Chi Ce L'Ha Con Me»   | Мікі Дель Прете, Могол           | Піно Массара                      | 1965 | 3:20       |

### Друга платівка
Сторона «A»
| #  | Назва                        | Автор слів                             | Автор музики                     | Рік  | Тривалість |
| -- | ---------------------------- | -------------------------------------- | -------------------------------- | ---- | ---------- |
| 1. | «Il Problema Più Importante» | Лучано Беретта, Мікі Дель Прете        | Руді Кларк                       | 1964 | 2:24       |
| 2. | «Sono Un Simpatico»          | Лучано Беретта, Розаріо Лева, Дон Бакі | Джанфранко Ревербері             | 1965 | 2:44       |
| 3. | «Ciao Ragazzi»               | Могол, Мікі Дель Прете                 | Адріано Челентано, Детто Маріано | 1964 | 2:33       |
| 4. | «La Festa»                   | Мікі Дель Прете, Лучано Беретта        | Піно Массара                     | 1965 | 3:21       |
| 5. | «Sabato Triste»              | Мікі Дель Прете, Дон Бакі              | Адріано Челентано, Детто Маріано | 1963 | 2:54       |
| 6. | «Buonasera Signorina»        | Карл Сігман, Пітер Де Роуз             | Карл Сігман, Пітер Де Роуз       | 1968 | 3:14       |
| 7. | «Chi Era Lui»                | Могол, Мікі Дель Прете                 | Паоло Конте                      | 1966 | 2:45       |
| 8. | «E Voi Ballate»              | Нікола Салерно, Мікі Дель Прете        | Нелло Чангеротті                 | 1965 | 2:54       |

Сторона «Б»
| #   | Назва                        | Автор слів                      | Автор музики                      | Рік  | Тривалість |
| --- | ---------------------------- | ------------------------------- | --------------------------------- | ---- | ---------- |
| 9.  | «Il Ragazzo Della Via Gluck» | Лучано Беретта, Мікі Дель Прете | Адріано Челентано                 | 1966 | 4:01       |
| 10. | «L'Uomo Nasce Nudo»          | Лучано Беретта, Мікі Дель Прете | Роберто Негрі, Джузеппе Вердекк'я | 1969 | 4:54       |
| 11. | «Una Carezza In Un Pugno»    | Лучано Беретта, Мікі Дель Прете | Джино Сантерколе                  | 1968 | 2:56       |
| 12. | «Azzurro»                    | Віто Паллавічіні                | Паоло Конте                       | 1968 | 3:40       |
| 13. | «Un Bimbo Sul Leone»         | Лучано Беретта, Мікі Дель Прете | Джино Сантерколе                  | 1968 | 3:35       |
| 14. | «30 Donne Del West»          | Лучано Беретта, Мікі Дель Прете | Адріано Челентано, Детто Маріано  | 1967 | 3:20       |

### Третя платівка
Сторона «A»
| #  | Назва                           | Автор слів                      | Автор музики                        | Рік  | Тривалість |
| -- | ------------------------------- | ------------------------------- | ----------------------------------- | ---- | ---------- |
| 1. | «Canzone»                       | Дон Бакі                        | Детто Маріано                       | 1968 | 2:40       |
| 2. | «Eravamo In 100.000»            | Лучано Беретта, Мікі Дель Прете | Адріано Челентано                   | 1967 | 2:26       |
| 3. | «Tre Passi Avanti»              | Лучано Беретта, Мікі Дель Прете | Адріано Челентано                   | 1967 | 3:51       |
| 4. | «Torno Sui Miei Passi»          | Лучано Беретта, Мікі Дель Прете | Детто Маріано                       | 1967 | 3:12       |
| 5. | «La Coppia Più Bella Del Mondo» | Лучано Беретта, Мікі Дель Прете | Паоло Конте                         | 1967 | 3:03       |
| 6. | «Lirica D'Inverno»              | Лучано Беретта, Мікі Дель Прете | Адріано Челентано                   | 1969 | 3:52       |
| 7. | «La Storia Di Serafino»         | Лучано Беретта, Мікі Дель Прете | Адріано Челентано, Карло Рустікеллі | 1969 | 3:49       |

Сторона «Б»
| #   | Назва                 | Автор слів                             | Автор музики                     | Рік  | Тривалість |
| --- | --------------------- | -------------------------------------- | -------------------------------- | ---- | ---------- |
| 8.  | «Mondo In Mi 7a»      | Могол, Лучано Беретта, Мікі Дель Прете | Адріано Челентано                | 1966 | 6:10       |
| 9.  | «L'Attore»            | Лучано Беретта, Мікі Дель Прете        | Адріано Челентано, Лоренцо Пілат | 1968 | 2:58       |
| 10. | «Una Festa Sui Prati» | Могол, Лучано Беретта, Мікі Дель Прете | Адріано Челентано                | 1966 | 3:11       |
| 11. | «Straordinariamente»  | Лучано Беретта                         | Джино Сантерколе                 | 1969 | 3:48       |
| 12. | «L'Ora Del Boogie»    | Лучано Беретта, Мікі Дель Прете        | Білл Хейлі, Біллі Вільямсон      | 1968 | 2:12       |
| 13. | «Storia D'Amore»      | Лучано Беретта, Мікі Дель Прете        | Адріано Челентано                | 1969 | 4:51       |

### Четверта платівка
Сторона «A»
| #  | Назва                           | Автор слів                      | Автор музики      | Рік  | Тривалість |
| -- | ------------------------------- | ------------------------------- | ----------------- | ---- | ---------- |
| 1. | «Chi Non Lavora Non Fa L'Amore» | Лучано Беретта, Мікі Дель Прете | Адріано Челентано | 1970 | 3:06       |
| 2. | «Viola»                         | Лучано Беретта, Мікі Дель Прете | Нандо Де Лука     | 1970 | 3:45       |
| 3. | «Il Forestiero»                 | Лучано Беретта, Мікі Дель Прете | Джино Сантерколе  | 1970 | 3:36       |
| 4. | «Addormentami Così»             | Бірі                            | Вітторіо Машероні | 1970 | 2:56       |
| 5. | «Sotto Le Lenzuola»             | Лучано Беретта, Мікі Дель Прете | Адріано Челентано | 1971 | 4:18       |
| 6. | «Una Storia Come Questa»        | Мікі Дель Прете                 | Гоффредо Канаріні | 1971 | 4:26       |
| 7. | «Er Più»                        | Лучано Беретта, Мікі Дель Прете | Карло Рустікеллі  | 1971 | 3:04       |

Сторона «Б»
| #   | Назва                       | Автор слів                      | Автор музики        | Рік  | Тривалість |
| --- | --------------------------- | ------------------------------- | ------------------- | ---- | ---------- |
| 8.  | «Un Albero Di Trenta Piani» | Адріано Челентано               | Адріано Челентано   | 1972 | 4:02       |
| 9.  | «La Ballata Di Pinocchio»   | Адріано Челентано               | Адріано Челентано   | 1972 | 6:44       |
| 10. | «Prisencolinensinaiciusol»  | Адріано Челентано               | Адріано Челентано   | 1972 | 3:49       |
| 11. | «I Will Drink The Wine»     | Пол Райан                       | Пол Райан           | 1973 | 3:32       |
| 12. | «Only You»                  | Бак Рем, Андре Ренд             | Бак Рем, Андре Ренд | 1973 | 3:00       |
| 13. | «Bellissima»                | Лучано Беретта, Мікі Дель Прете | Адріано Челентано   | 1974 | 3:48       |

### П'ята платівка
Сторона «A»
| #  | Назва                            | Автор слів                      | Автор музики                        | Рік  | Тривалість |
| -- | -------------------------------- | ------------------------------- | ----------------------------------- | ---- | ---------- |
| 1. | «Yuppi Du»                       | Адріано Челентано               | Адріано Челентано                   | 1975 | 4:22       |
| 2. | «Un'Altra Volta Chiudi La Porta» | Віто Паллавічіні                | Адріано Челентано                   | 1975 | 4:40       |
| 3. | «Svalutation»                    | Віто Паллавічіні, Лучано Берета | Адріано Челентано, Джино Сантерколе | 1976 | 3:06       |
| 4. | «A Woman In Love»                | Френк Лоссер                    | Френк Лоссер                        | 1977 | 3:11       |
| 5. | «Rock Around The Clock»          | Макс Фрідман                    | Джиммі Де Найт                      | 1977 | 0:57       |
| 6. | «When Love»                      | Мікі Дель Прете                 | Денні Байма Бескет                  | 1977 | 6:00       |
| 7. | «Geppo»                          | Крістіано Мінеллоно             | Адріано Челентано, Тоні Міммс       | 1978 | 4:23       |

Сторона «Б»
| #   | Назва                          | Автор слів                               | Автор музики       | Рік  | Тривалість |
| --- | ------------------------------ | ---------------------------------------- | ------------------ | ---- | ---------- |
| 8.  | «Ti Avrò»                      | Крістіано Мінеллоно                      | Рональд Джексон    | 1978 | 4:30       |
| 9.  | «Soli»                         | Крістіано Мінеллоно                      | Тото Кутуньйо      | 1979 | 4:05       |
| 10. | «Il Tempo Se Ne Va»            | Крістіано Мінеллоно, Клаудія Морі        | Тото Кутуньйо      | 1980 | 3:50       |
| 11. | «Se Non E' Amore»              | Крістіано Мінеллоно, Мікі Дель Прете     | Тото Кутуньйо      | 1980 | 4:19       |
| 12. | «Innamorata Incavolata A Vita» | Крістіано Мінеллоно, Кастеллано і Піполо | Тото Кутуньйо      | 1981 | 3:30       |
| 13. | «Deus»                         | Адріано Челентано                        | Пінуччіо Піраццолі | 1981 | 5:39       |

### Шоста платівка
Сторона «А»
| #  | Назва              | Автор слів                      | Автор музики             | Рік  | Тривалість |
| -- | ------------------ | ------------------------------- | ------------------------ | ---- | ---------- |
| 1. | «L'Artigiano»      | Адріано Челентано               | Джо Кокер, Кріс Стейнтон | 1981 | 3:42       |
| 2. | «Conto Su Di Te»   | Джанкарло Бігацці               | Джанкарло Бігацці        | 1982 | 4:18       |
| 3. | «Giornata Nein»    | Джанкарло Бігацці               | Джанкарло Бігацці        | 1982 | 5:28       |
| 4. | «Uh ... Uh ...»    | Адріано Челентано               | Адріано Челентано        | 1982 | 5:16       |
| 5. | «Atmosfera»        | Лучано Беретта, Мікі Дель Прете | Адріано Челентано        | 1983 | 4:20       |
| 6. | «Splendida E Nuda» | Адріано Челентано               | Адріано Челентано        | 1985 | 5:46       |

Сторона «Б»
| #      | Назва             | Автор слів                                          | Автор музики                                        | Рік  | Тривалість |
| ------ | ----------------- | --------------------------------------------------- | --------------------------------------------------- | ---- | ---------- |
| 7.     | «Susanna»         | Мікі Дель Прете, Серджо Капуто                      | Ферді Лансе, Каролін Богман                         | 1984 | 4:45       |
| 8.     | «L'Uomo Perfetto» | Адріано Челентано                                   | Рональд Джексон, Пінуччіо Піраццолі                 | 1985 | 4:58       |
| 9.     | «Mistero»         | Адріано Челентано                                   | Джино Сантерколе                                    | 1985 | 6:00       |
| 10.    | «Veronica Verrai» | Джанкарло Бігацці, Джанна Альбіні                   | Джанкарло Бігацці, Джанна Альбіні                   | 1986 | 4:35       |
| 11.    | «Gelosia»         | Джейкоб Гейд                                        | Джейкоб Гейд                                        | 1986 | 4:20       |
| 12.    | «Dolce Rompi»     | Джанкарло Бігацці, Джузеппе Альбіні, Оскар Пруденте | Джанкарло Бігацці, Джузеппе Альбіні, Оскар Пруденте | 1987 | 4:30       |
| 288:17 |                   |                                                     |                                                     |      |            |